# 마리 헨리에테 폰 외스터라이히
오스트리아의 마리 앙리에트(프랑스어: Marie-Henriette de Habsbourg-Lorraine, 독일어: Marie Henriette von Österreich 마리 헨리에테 폰 외스터라이히[*] 1836년 8월 23일 ~ 1902년 9월 19일)는 벨기에의 국왕 레오폴 2세의 왕비이다. 오스트리아 대공 요제프 안톤 요한과 뷔르템베르크 공녀 마리아 도로테아의 막내딸로 태어났다. 1853년 레오폴과 결혼했지만 남편과의 사이는 나빴다. 아들 레오폴의 죽음 이후로 그녀는 남편과 사실상의 별거에 들어갔으며 벨기에의 온천 도시 스파(Spa)에 은둔하기 시작했다. 막내딸 클레망틴이 어머니를 대신해 브뤼셀의 궁정에서 공무를 대신했고, 마리 앙리에트는 1902년 스파에서 죽었다.

## 자녀
- 루이즈(1858~1924) 작센코부르크고타 공자 필립과 결혼
- 레오폴(1859~1869) 브라반트 공작
- 스테파니(1864~1945) 오스트리아-헝가리 제국 루돌프와 결혼
- 클레망틴(1872~1955) 나폴레옹 빅토르 보나파르트와 결혼

| 전임 오를레앙의 루이즈마리 | 벨기에 왕비 1865년 12월 17일 ~ 1902년 9월 19일 | 후임 바이에른의 엘리자베트 |